# Programme de business transformation
Les programmes de business transformation ont pour ambition d'introduire des changements fondamentaux dans la manière de conduire les activités d'une entreprise afin de générer un avantage concurrentiel (ou compétitif) décisif sur le marché.

## Quand les programmes de transformation sont-ils mis en œuvre?
Les raisons qui suggèrent de mettre en œuvre un programme de transformation business sont généralement liées à des facteurs externes liés au marché : produits ou services dépassés, flux de revenus ou de financement altérés, nouvelles règles issues d'une concurrence plus affutée… Une telle initiative introduit également la notion de réingénierie des processus d'affaires et est très répandue depuis la fin des années 1990. Il s'agit donc de :
- maximiser le revenu ou les parts de marché ;
- améliorer la satisfaction client ;
- réduire les coûts.

## Composantes d'un programme de transformation
Généralement, les entreprises suivent les étapes suivantes dans le programme de transformation:
- Reconnaître la nécessité d'un changement (par exemple dans la manière de faire) et obtenir un consensus parmi toutes les parties prenantes ;
- Prendre conscience et accepter les conséquences d'un tel changement, comprendre et assimiler les objectifs du changement et bâtir une vision cohérente, ambitieuse et réaliste à mettre en œuvre ;
- Établir le plan détaillé de ce qui doit et va changer, analyser les conséquences et interactions sur toutes les parties prenantes ;
- Concevoir les nouveaux processus et modes de fonctionnement et en établir sa gouvernance (management et support).

## Exemples de transformation
Quelques exemples de programmes de business transformation (corporate transformation programs) :
- Le programme de transformation et de restructuration de General Motors[3] ;
- Le programme de transformation stratégique de British Airways en réponse aux compagnies aériennes low cost[4].